# Marius Ballieux
Marius Ballieux (Rotterdam, 1 januari 1953) is een Nederlandse architect die zich onder andere bezighoudt met organische architectuur. Het merendeel van zijn jeugd bracht hij door in de tropen van Nieuw-Guinea, Curaçao en Aruba, dicht bij de natuur. In 1994 werd Ballieux door Ton Alberts gevraagd om het architectenbureau Alberts en Van Huut te komen versterken en mede gestalte te geven aan de organische architectuur in Nederland en daarbuiten. Alberts ziet Ballieux als opvolger en in 2001 wordt Ballieux mede-eigenaar van het bureau. In 2010 wordt Ballieux Organic Architects opgericht om zo op eigen wijze invulling te geven aan de organische architectuur.

## Geselecteerde projecten
- Duurzaam verblijf GGZ Drenthe, Beilen
- Renovatie, verbouwing en uitbreiding AEX beursvloer/optiebeurs, Amsterdam
- Residence Zeezicht aan de Boulevard, Egmond aan Zee
- Gemeentehuis Texel, Texel
- Gemeentehuis Buren, Buren
- Diverse woningen en ontwerp Albert Heijn Waterakkers, Heemskerk
- International School of Amsterdam, diverse uitbreidingen, Amstelveen
- Openbare basisschool De Inktvis, Dirksland
- Speelkoepel Bilgaard, Leeuwarden
- GGZ Masterplan Assen, Assen
- Nieuwbouw verpleeghuis De Friese Greiden, Blauwhuis
- Biologisch Kaasmakerij, Noordeloos
- Membraandak sportcomplex De Scheg, Deventer
- Hospice, Nieuwerkerk aan den IJssel
- Potstal, kapschuur & paardenstal, Noordeloos